# Benediktinerstraße 1 (Mönchengladbach)

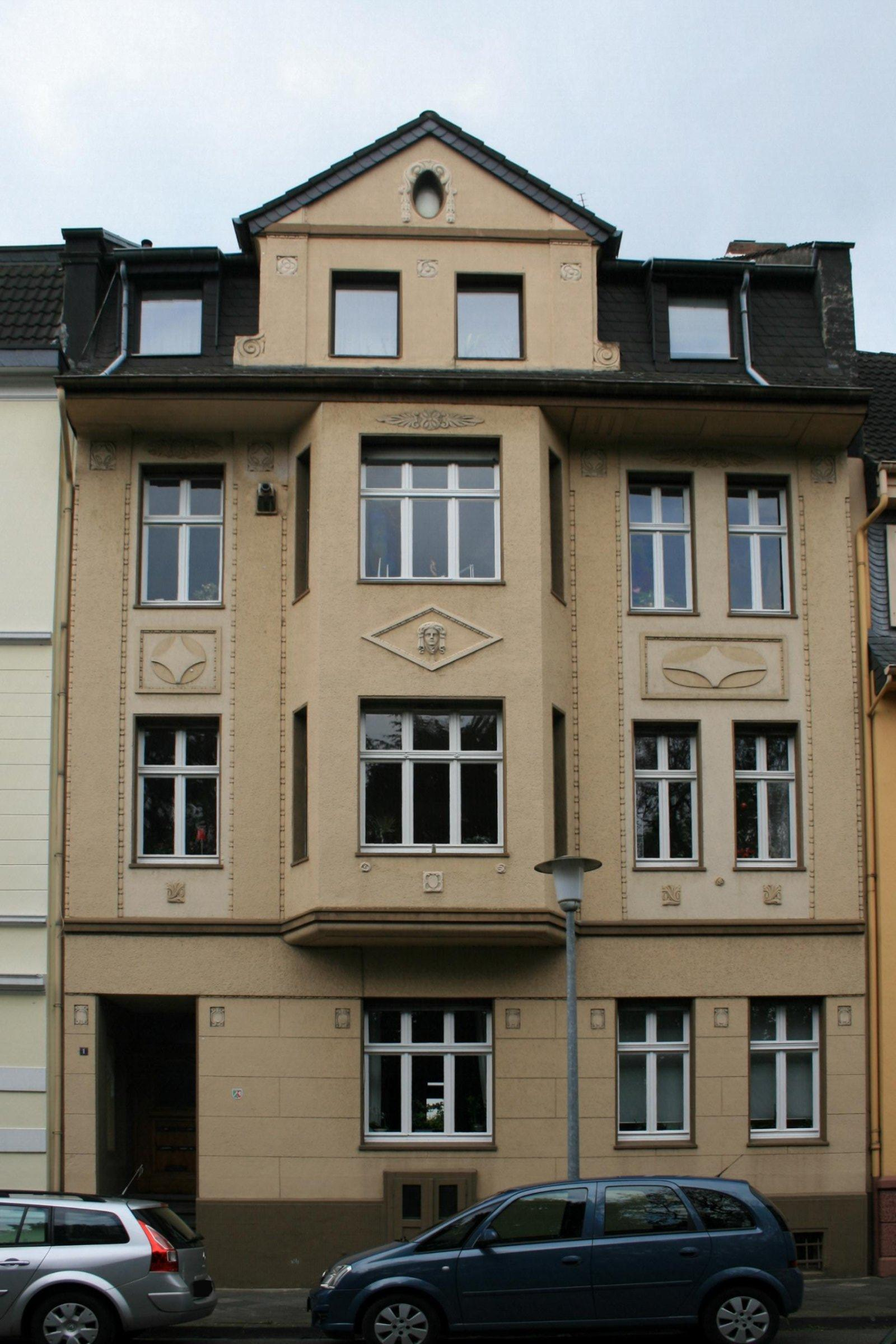
Wohnhaus (2010)

Das Wohnhaus Benediktinerstraße 1 steht in Mönchengladbach (Nordrhein-Westfalen).
Das Haus wurde um 1900 erbaut. Es ist unter Nr. B 014 am 4. Dezember 1984 in die Denkmalliste der Stadt Mönchengladbach eingetragen worden.

## Lage
Die Benediktinerstraße liegt im nördlichen Bereich der Stadt zwischen Viersener Straße und Bunter Garten. Das Haus Nr. 21 liegt kurz vor Zeilenende Richtung Franziskanerstraße.

## Architektur
Das aus zwei Hauptachsen bestehende glattverputzte, traufständige Haus hat drei Etagen und ein ausgebautes Giebeldach. Es entstand um die Jahrhundertwende. Über einem Schmuckfries schließt ein im Winkel von 90 Grad zum Satteldach stehendes Walmdach die rechte Hausseite ab. Der linke Teil hat im Satteldach eine Schleppgaube mit dreiteiligem Fenster.